# Ces demoiselles du téléphone
Pour plus de détails, voir Fiche technique et Distribution.
Ces demoiselles du téléphone (Le signorine dello 04) est un film italien réalisé par Gianni Franciolini et sorti en 1955.

## Synopsis
Le film s'intéresse à la vie et aux amours d'opératrices téléphoniques.

## Fiche technique
- Titre : Ces demoiselles du téléphone
- Titre original : Le signorine dello 04
- Réalisation : Gianni Franciolini
- Scénario : Sergio Amidei et Age-Scarpelli
- Photographie : Tonino Delli Colli
- Musique : Carlo Innocenzi
- Montage : Adriana Novelli
- Décors : Aldo Tomassini
- Son : Pietro Seriffo
- Pays d'origine :  Italie
- Durée : 101 minutes
- Dates de sortie : 
  - Italie : 10 février 1955
  - Portugal : 2 septembre 1955
  - France : 5 juillet 1957

## Distribution
- Giovanna Ralli : Bruna
- Antonella Lualdi : Maria Teresa Landolfi
- Franca Valeri : Carla, la responsable
- Marisa Merlini : Vera Colasanti
- Giulia Rubini : Gabriella
- Sergio Raimondi : Fernando, le frère de Bruna
- Peppino De Filippo : ragioniere Delli Santi, le veuf
- Aldo Giuffré : Guido Colasanti, le mari de Vera
- Roberto Risso : Carlo Conti
- Antonio Cifariello : Amleto
- Tina Pica : tante Vittoria
- Maria Zanoli : tante Clémentine
- Nando Bruno : l'usager en colère
- Turi Pandolfini : le cavaliere
- Emma Baron :  la directrice
- Ada Colangeli : la concierge
- Ferruccio Amendola : le marchand de vins
- Enzo Garinei : Silvio Marcotulli, le soupirant de Bruna
- Miranda Campa : la mère de Carlo
- Attilio Martella : le brigadier
- Irene Aloisi